# Monterey-fenyő
A monterey-fenyő (Pinus radiata) a fenyőfélék családján belül a tűnyalábos fenyők nemzetségébe tartozó fa.

## Származási helye
USA, Kalifornia partvidéki száraz lejtők.

## Leírása
Terebélyes, kúpos, 30 méter magasra megnövő örökzöld fenyő.
Kérge sötétszürke, mélyen barázdált.
A levelei tűlevelek, keskenyek, 15 cm hosszúak és világoszöldek. Háromtűs csomókban nőnek a szürkészöld hajtásokon.
A fiatal hajtásokon nyár elején nyílnak a virágzatai, a porzósak sárgák, a termősek bíborszínűek.
A toboz barna, 12 cm hosszú, éveken át a fán marad.

## Képek

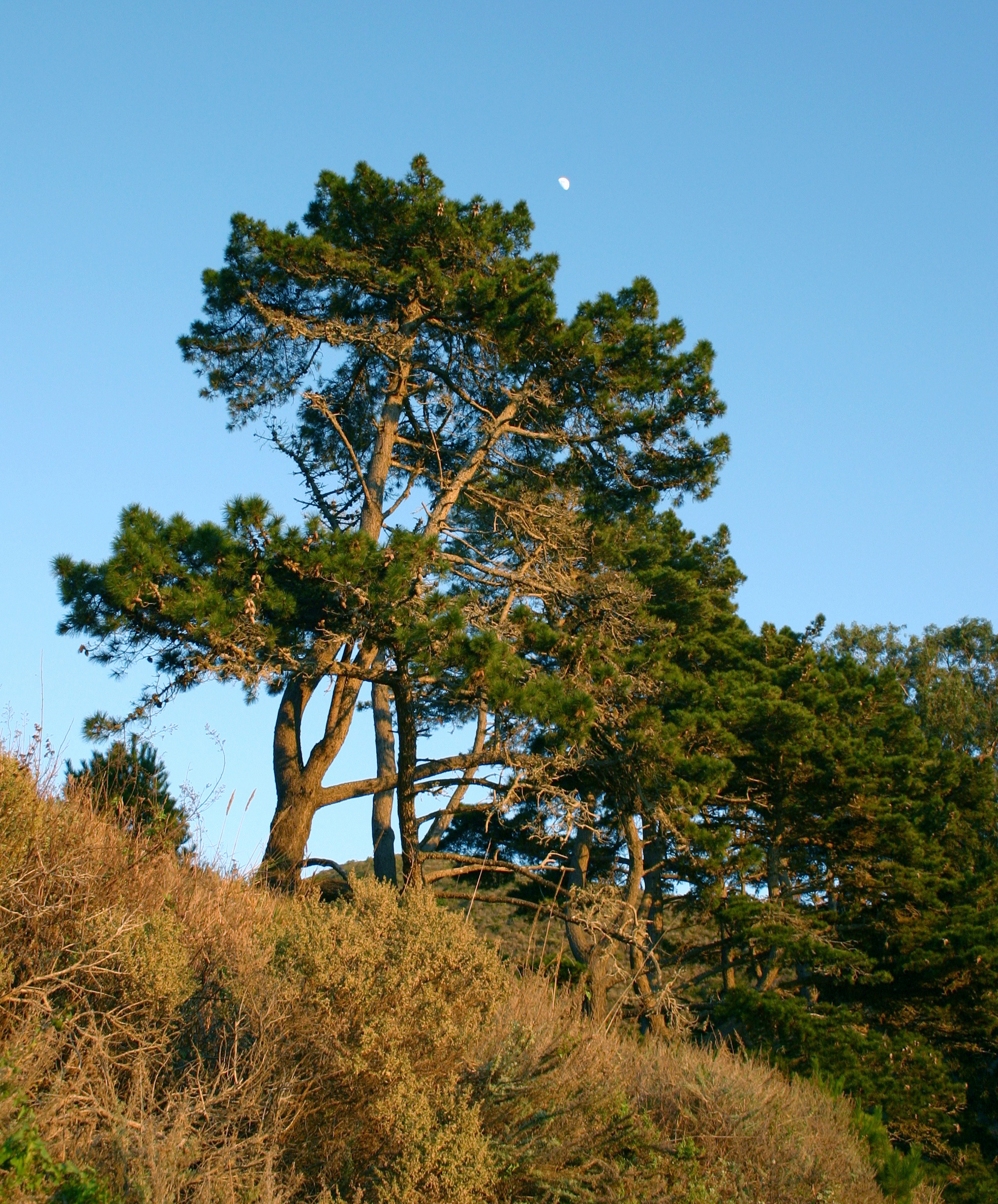
Habitusa
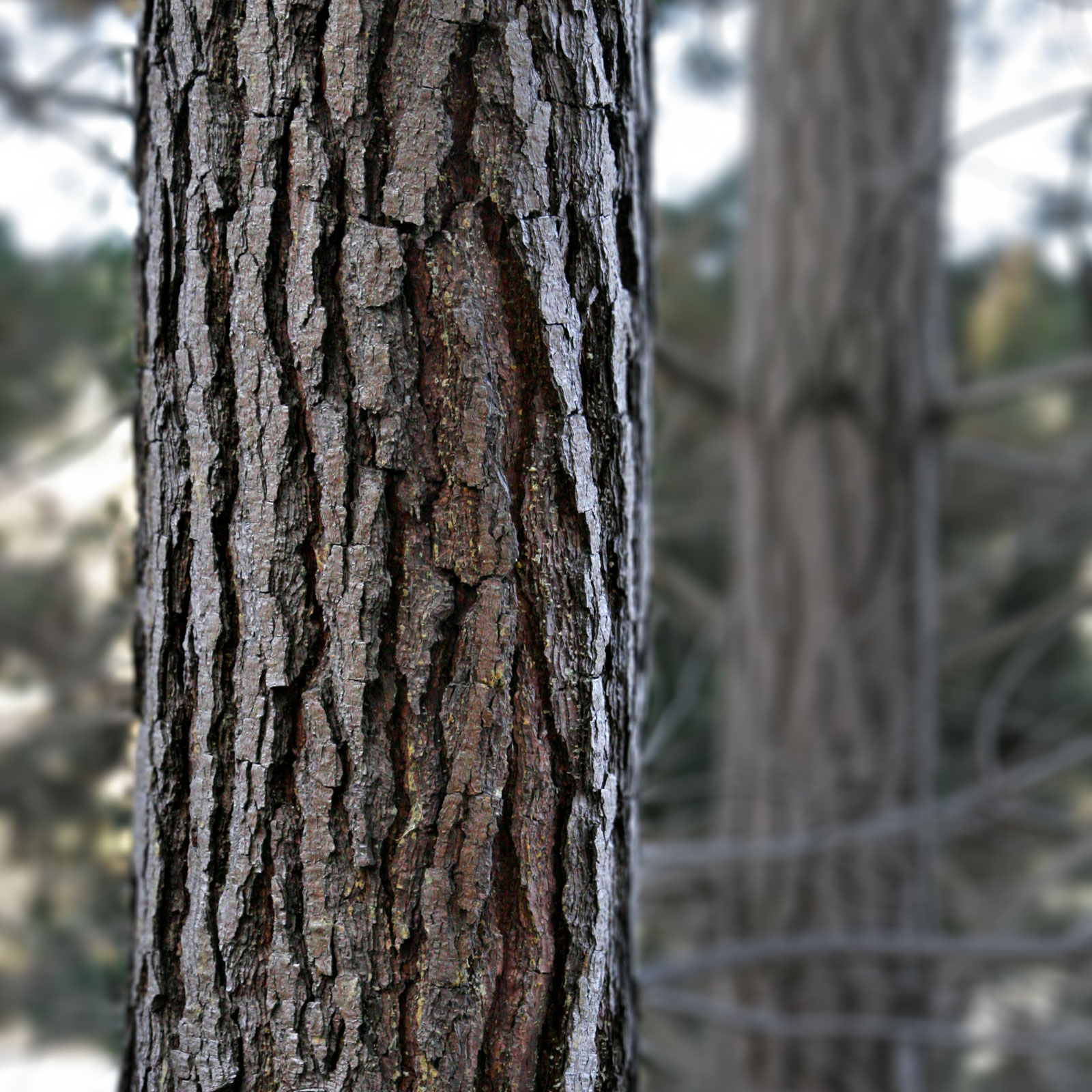
Kérge
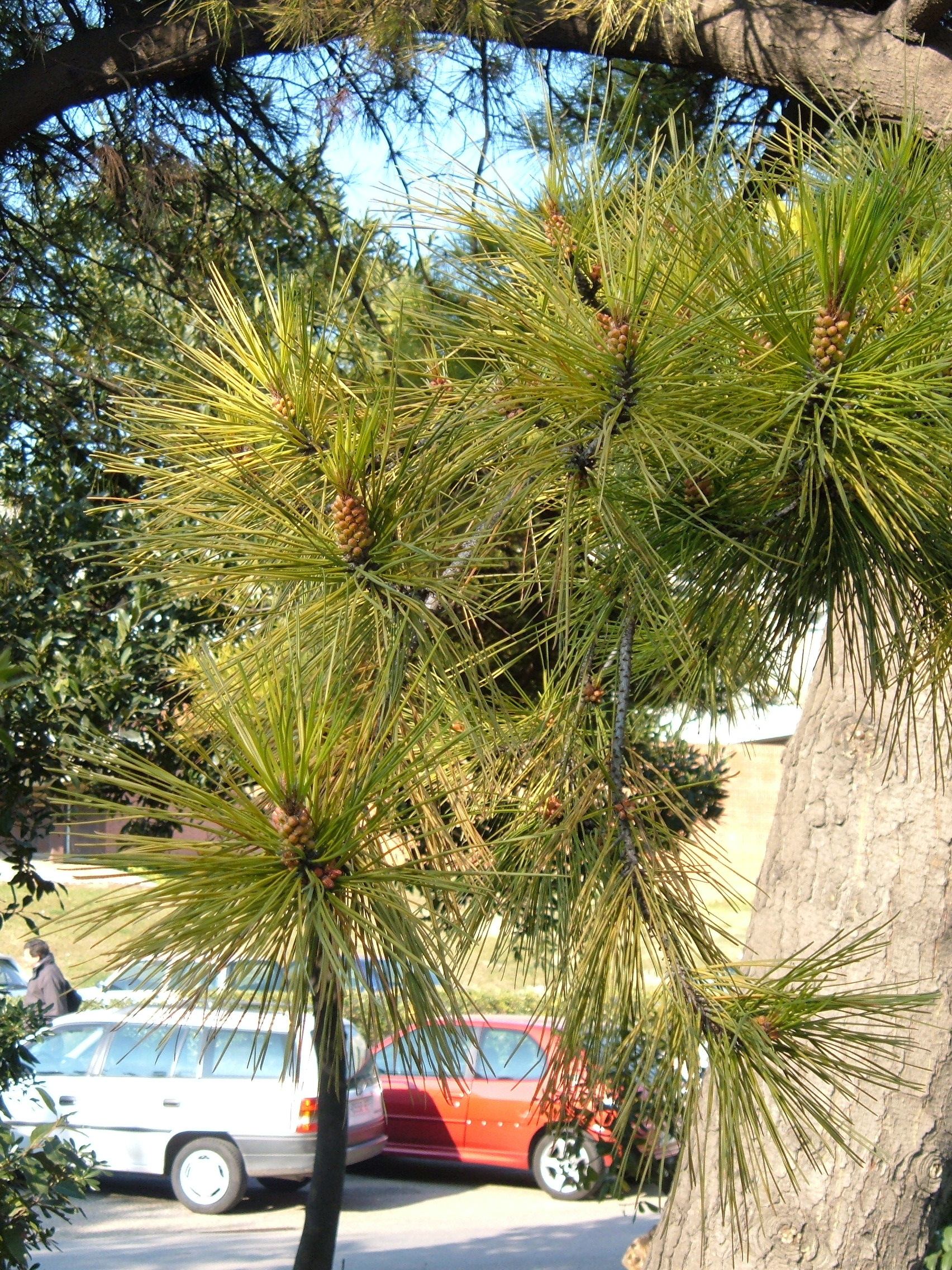
Levelei
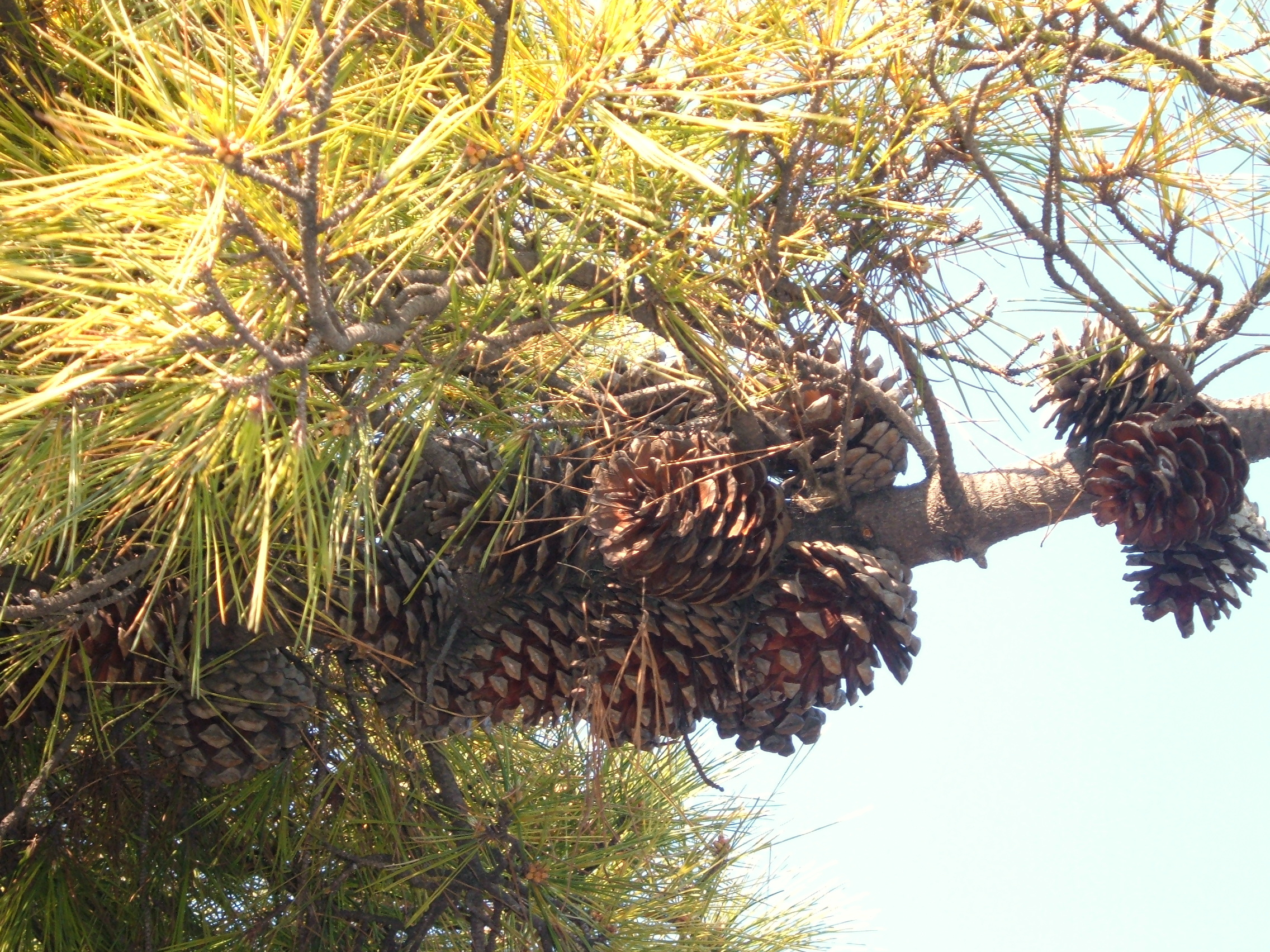
Toboza